# Osteoglossum ferreirai
La arawana negra (Osteoglossum ferreirai) es una de las 2 especies que integran el género de peces de agua dulce osteoglosiformes Osteoglossum, de la familia Osteoglossidae. Habita en aguas cálidas del norte de América del Sur.

## Taxonomía
Esta especie fue descrita originalmente en el año 1966 por el ictiólogo Robert H. Kanazawa.
Hasta ese momento, y durante más de 130 años, el género Osteoglossum había sido considerado monotípico, solo integrado por la especie Osteoglossum bicirrhosum Cuvier (ex Vandelli), 1829, denominada arawana plateada o común.
Etimología
Etimológicamente el nombre genérico Osteoglossum se construye con palabras del idioma griego, en donde: osteon significa 'hueso' y glossa es 'lengua'.

## Generalidades
Es un pez grande, de porte imponente gracias a su cuerpo en forma de alta lanza, su color plateado en la adultez y sus muy grandes escamas. Exhibe dos notables barbillas en la extremidad de la mandíbula inferior. Muestra alargadas aletas dorsal y anal (que casi se fusionan con la aleta caudal) marginadas por una banda negra ribeteada de amarillo. Su destacado porte hace que sean demandados como peces para habitar acuarios ornamentales, si bien es menos frecuente que la habitual arawana plateada. Su longitud alcanza los 90 cm de largo total.
Se adapta a entornos con bajos niveles de oxígeno. Su alimentación es omnívora con un amplio espectro trófico. Prefiere alimentarse de peces que nadan junto a la superficie, atacándolos desde abajo gracias a la posición superior de la boca. También puede realizar significativos saltos fuera del agua para capturar grandes insectos voladores. Durante la estación seca vive en aguas tranquilas poco profundas, lagunas marginales y pequeños afluentes. En la estación lluviosa la selva se inunda y ese a ella donde este pez se traslada.
Prefiere aguas neutras a ligeramente ácidas con rangos de temperatura de entre 25 y 30 °C. La hembra puede producir de 50 a 250 huevos por año, los que el macho incuba en su boca durante 60 días, y luego allí trasladará a las larvas y alevinos.

## Distribución
Se distribuye en cursos fluviales de Sudamérica cálida; en la cuenca del Amazonas ocurre en la cuenca del río Negro en el norte del Brasil (aguas abajo de los rápidos de Sao Gabriel). También se distribuye en la cuenca del Orinoco en Colombia, en los ríos Tomo y Vichada. Es poco probable que habite en Venezuela.

## Conservación
En la «Lista Roja» de especies desaparecidas o amenazadas confeccionada por la Unión Internacional para la Conservación de la Naturaleza (UICN) esta especie está catalogada en la categoría de «Especie bajo preocupación menor (LC)».